# بلدية ماباندا
بلدية ماباندا هي بلدية من مقاطعة ماكامبا في جنوب بوروندي. تقع العاصمة في ماباندا.